# ぱっち
ぱっちは、腰から足首までを覆う男性用下着。「ぱっち」の語は、朝鮮語でズボン状の衣服を意味する「바지」（パジ）に由来するともいう。
ズボン型の衣服は、18世紀には日本に定着していたと見られ、上方では丈の長いものを「ぱっち」、短いものを「股引」と呼んでいた。宝暦ごろから江戸でも流行し始め、木綿製を「股引」、絹製を「ぱっち」と呼んで区別した。当初のぱっちは必ずしも下着ではなかったが、現代では主に関西で、ズボンの下、トランクスやブリーフの上にはく、木綿製または羊毛製のものを指して「ぱっち」と言う。
『守貞謾稿』に、「ぱつちとは股引の名。[中略]京坂にては、縮緬・絹・毛綿ともに、股脚全の長きを而已ぱつちと云ひ、旅行に用る短き物を股引と云ふ。[中略]江戸にては縮緬及び絹の物をぱつちと云ひ、木綿は長短を択ばず、股引と云ふ。[中略]縫裁京坂のぱつちは筒ふとく寛し。文化中以前は江戸も寛を好む。五分だるみ一寸だるみ等云へり。[中略]江戸のぱつちと股引は、[中略]ぱつちは背のまち、上広く下狭し。股引は上下ともに狭し。」とある。
- 『金々先生栄花夢』に見えるぱっち姿（右から 2 番目の人物）[リンク切れ]